# Колибри-ангелы
Колибри-ангелы (лат. Heliomaster) — род птиц семейства колибри. Название рода происходит от древнегреческого др.-греч. ςλιος — «солнце» и др.-греч. μαστηρος — «искатель».

## Классификация
В состав рода включают четыре вида.
- Искрогорлый ангел — Heliomaster constantii (Delattre, 1843)
- Длинноклювый ангел — Heliomaster longirostris (Audebert and Vieillot, 1801)
- Полосатогрудый ангел — Heliomaster squamosus (Temminck, 1823)
- Красногрудый ангел  — Heliomaster furcifer (Shaw, 1812)

## Охранный статус
Все четыре вида включены в Красный список угрожаемых видов МСОП со статусом LC (Виды, вызывающие наименьшие опасения).